# Hügel der blutigen Stiefel
Hügel der blutigen Stiefel (italienischer Originaltitel: La collina degli stivali), auch als Zwei hau’n auf den Putz oder Hügel der Stiefel bekannt, ist ein Film aus dem Jahr 1969. Der Film ist die Fortsetzung der ebenfalls von Colizzi inszenierten Filme Gott vergibt – Django nie! (1967) und Vier für ein Ave Maria (1968).

## Handlung
Auf der Flucht vor der Finch-Bande wird Cat Stevens verwundet. Er sucht Unterschlupf bei einem fahrenden Zirkus. Die Artisten helfen Cat, locken damit aber Finchs Männer an. Der Artist Thomas schwört Rache, nachdem die Bande seinen Partner Joe getötet hat, und schließt sich Cat an. Cat treiben aber andere Motive an. Sein Freund Sharp, der in dem kleinen Goldgräberstädtchen Kingstonville wohnt, erzählte ihm von den korrupten Machenschaften des Bürgermeisters und seiner Banditen. Dieser heuerte Finch an, um die Grundstücke der Schürfer gewaltsam an sich zu bringen. Cats alter Kumpel Hutch Bessy, der Finch einst hinter Gitter brachte, kommt als Verstärkung mit. In der Stadt angekommen, klären sie den Regierungsbeamten Boone über die Lage auf. Während einer Zirkusvorstellung werden die Gangster derart provoziert, dass es zu einer ausgiebigen Schießerei kommt. Die meisten der Banditen werden dabei getötet, unter ihnen auch Finch. Der korrupte Bürgermeister wird den Goldgräbern überlassen.

## Kritiken
„Der einigermaßen unterhaltsame Italo-Western mit einigen harten Schieß- und Prügelszenen ist eine der ersten gemeinsamen Arbeiten des Duos Hill / Spencer. Der Film kam in einer neusynchronisierten Fassung unter dem Titel Zwei haun auf den Putz erneut in die Kinos, wobei gleichzeitig auch die Handlung 'umproduziert' und die komödiantischen Züge verstärkt wurden.“

„Regisseur Colizzi beginnt ein Gütezeichen im Italo-Western zu werden: sein Farb-Breitwandfilm hat wohl das mehr als bekannte Handlungsgerippe, ist aber durchsichtig klar, voller Humor, ja, Romantik und weist rühmenswerte Leistungen in Kamera, Schnitt und Musik auf. Gut anzuschauen.“

## Deutsche Fassungen
Es gibt drei deutsche Synchronfassungen, die sich inhaltlich und in ihrer Länge teilweise stark voneinander unterscheiden:
- Die erste Fassung entstand 1970. Dafür schrieb Horst Sommer die Dialoge und führte auch Regie. Benno Hoffmann sprach Bud Spencer und Peer Schmidt übernahm Terence Hill. Spencers späterer Sprecher Wolfgang Hess ist in der Rolle des Woody Strode zu hören.[3] Die Fassung war lange nur auszugsweise in einer Super-8-Fassung verfügbar. 2021 wurde sie wieder vollständig auf Blu-ray verfügbar.
- 1978 entstand eine Comedy-Version des Films unter dem Titel Zwei hau'n auf den Putz, die um ca. 15 Minuten gekürzt wurde. Für die Schnoddersynchronisation, die bei der Deutschen Synchron entstand, zeichnete Heinz Petruo verantwortlich. Bud Spencer wurde hier von Wolfgang Hess gesprochen und Terence Hill von Thomas Danneberg. Edgar Ott übernahm Woody Strode und Arnold Marquis Lionel Stander.[4][5]
- 1983 erstellte die DEFA eine eigene Fassung unter dem Titel Hügel der Stiefel, die sich am Original orientierte und vollständig war. Diese Fassung wird heute im TV ausgestrahlt, allerdings enthält sie einige Szenen, die in München neu synchronisiert wurden, da sie bei der ARD-Ausstrahlung fehlten und man bei der Kirch-Gruppe nicht wusste, dass auch diese mit DEFA-Synchro vorlagen.[6] Bud Spencer wurde von Ulrich Voß gesprochen und Terence Hill von Ernst Meincke. Helmut Müller-Lankow synchronisierte Woody Strode und Karl-Maria Steffens ist auf Lionel Stander zu hören. Die Dialoge schrieb Wolfgang Krüger und Klaus-Michael Lura führte Dialogregie.[7]

| Rolle             | Hügel der blutigen Stiefel Kinofassung 1970 | Zwei hau'n auf den Putz Comedy-Fassung 1978 | Hügel der Stiefel DEFA-Fassung 1983               |
| ----------------- | ------------------------------------------- | ------------------------------------------- | ------------------------------------------------- |
| Cat Stevens       | Peer Schmidt                                | Thomas Danneberg                            | Ernst Meincke                                     |
| Hutch Bessy       | Benno Hoffmann                              | Wolfgang Hess                               | Ulrich Voß Nachsynchro: Hartmut Neugebauer        |
| Thomas            | Wolfgang Hess                               | Edgar Ott                                   | Helmut Müller-Lankow                              |
| Baby Doll         | N. N.                                       | N. N.                                       | Wolfgang Müller-Dhein                             |
| Governor Boone    | Robert Klupp                                | Friedrich W. Bauschulte                     | Werner Dissel Nachsynchro: Thomas Reiner          |
| Finch             | N. N.                                       | Hubertus Bengsch                            | Klaus Nietz Nachsynchro: Willi Röbke              |
| Honey Fisher      | Herbert Weicker                             | Martin Hirthe                               | Roland Knappe Nachsynchro: Hartmut Neugebauer     |
| Mamy              | Anton Reimer                                | Arnold Marquis                              | Karl-Maria Steffens Nachsynchro: Mogens von Gadow |
| Frank             | Tommi Piper                                 | Hubertus Bengsch                            | Holger Arlt                                       |
| Sammy             | Manfred Seipold                             | Rolf Schult                                 | Jörg Knochée Nachsynchro: Kai Taschner            |
| Trouble (Collins) | N. N.                                       | Klaus Miedel                                | Klaus Hecke                                       |

## DVD-Veröffentlichung
2008 erschien ein Set mit drei DVDs von KSM. Enthalten waren neben der internationalen Fassung mit DEFA-Synchronisation auch die Comedy-Version und die Super-8-Fassung mit Ausschnitten der Kinosynchronisation.
2012 veröffentlichte Studiocanal eine 96-minütige Fassung, an die die DEFA- und der Comedy-Synchronisation angelegt wurden. Die Super-8-Fassung ist ebenfalls enthalten. Die eigenständige Comedy-Fassung fehlt hingegen. Das Bild wurde überarbeitet.
Am 9. Dezember 2021 veröffentlicht Koch Films die alte deutsche Kinofassung zusammen mit der internationalen, der ungeschnittenen und der Comedy Fassung erstmals in einer Edition im Mediabook auf Blu-ray. Enthalten ist auch erstmals wieder die Ursynchronisation von 1970.